# Robin Bell
Robin Bell (Cidade do Cabo, Cabo Ocidental, 16 de novembro de 1977) é um ex-canoísta australiano especialista em provas de velocidade.

## Carreira
Foi vencedor da medalha de bronze em slalom C-1 em Pequim 2008.